# Don Weis
Don Weis (Milwaukee, 13 maggio 1922 – Santa Fe, 26 luglio 2000) è stato un regista statunitense.

## Filmografia parziale

### Cinema
- Lo sprecone (Just This Once) (1952)
- I Love Melvin (1953)
- La porta del mistero (Remains to Be Seen) (1953)
- The Affairs of Dobie Gillis (1953)
- Eroe a metà (Half a Hero) (1953)
- Le avventure di Hajji Babà (The Adventures of Hajji Baba (1954)
- Ritmo diabolico (The Gene Krupa Story) (1959)
- Mia moglie ci prova (Critic's Choice) (1963)
- In cerca d'amore (Looking for Love) (1964)
- Pigiama party (Pajama Party) (1964)
- Il castello delle donne maledette (The Ghost in the Invisible Bikini) (1966)
- La lunga fuga (The Longest Hundred Miles) (1967)
- Il pirata del re (The King's Pirate) (1967)

### Televisione
- Jane Wyman Presents The Fireside Theatre (1955-1956)
- Studio 57 (1956-1958)
- Schlitz Playhouse of Stars (1955-1958)
- L'uomo ombra (1959)
- General Electric Theater (1957-1959)
- The Jack Benny Program (1957-1960)
- The Andy Griffith Show (1960)
- Scacco matto (1960-1961)
- The Bob Cummings Show (1961-1962)
- La legge di Burke (1963-1965)
- The Patty Duke Show (1964-1965)
- Operazione ladro (1968-1969)
- Ironside (1967-1975)
- Starsky & Hutch (1975-1977)
- M*A*S*H (1972-1978)
- Hawaii squadra cinque zero (1977-1980)
- CHiPs (1979-1980)
- Fantasilandia (1978-1984)
- Love Boat (1977-1984)
- Mai dire sì (1983-1986)